# أليكس دي جورجيو
أليكس دي جورجيو (بالإيطالية: Alex Di Giorgio)‏ هو سباح إيطالي، ولد في 28 يوليو 1990 في روما في إيطاليا.

## وصلات خارجية
- أليكس دي جورجيو على موقع الاتحاد الدولي للسباحة (الإنجليزية)
- أليكس دي جورجيو على موقع SwimRankings.net (الإنجليزية)
- أليكس دي جورجيو على موقع اللجنة الأولمبية الدولية (الإنجليزية)
- أليكس دي جورجيو على موقع أوليمبيديا (الإنجليزية)
- أليكس دي جورجيو على موقع اللجنة الأولمبية الإيطالية (الإيطالية)